# 公鼒
公鼒（？—？），字敬與，號浮來先生，山東青州府蒙陰縣人，軍籍，明朝政治人物、詩人，万历后期山左诗坛的主盟人物。

## 生平
公家臣子，公鼐之弟。萬曆二十五年（1597年）丁酉科山東鄉試第十八名舉人，授中書舍人，遷工部主事。清朝《蒙阴县志》称其“天性英敏，走笔千言，博学善书，名垂京师”。
著有传奇《千金裘》四卷、诗谈一卷、圃谈一卷及诗文辑《小东园集》三十卷。